# Zarema Kasaeva
Zarema Kasaeva (n. 25 februarie 1987, Chermen⁠(d), Prigorodny District⁠(d), RSFS Rusă, URSS) este o sportivă ce a reprezentat Rusia, medaliată olimpică. A participat la o ediție a Jocurilor Olimpice (2004) în care a câștigat o medalie de bronz.

## Participări
Lista de mai jos prezintă principalele competiții la care a participat Zarema Kasaeva de-a lungul carierei.
- Jocurile Olimpice de vară din 2004